# Manuel de Robles Lorenzana
Manuel de Robles Lorenzana fue Gobernador del Paraguay desde el 10 de octubre de 1707 hasta fines de 1712. Era natural de las tierras de Burgos.
Al ocupar el cargo, el nuevo gobernador planeó desalojar a los portugueses que se habían establecido desde hacía tiempo en la zona de Jerez y el Itatín, para ello, envió una expedición para reconocer esos territorios. Sin embargo, tuvo que abandonar la empresa debido a las hostilidades de los guaicurúes en el Gran Chaco, que realizaban todo tipo de atropellos y desmanes en los poblados de la zona. Junto a Esteban de Urizar y Arispacochaga, Gobernador de Tucumán, organizaron una expedición al Chaco contra los guaicurúes. En 1709, las fuerzas de Robles partieron desde Paraguay y se internaron en la tierra de los nativos, consiguiendo algunas victorias; pero las inundaciones ocurridas en la provincia opacaron estos éxitos militares.
El descontento de la población contra su gobierno iba en aumento, y el gobernador, temiendo injurias que sus opositores pretendían hacerle en su residencia, huyó encubierto de Asunción a finales de 1712. Falleció en Santa Fe, el 19 de abril de 1724.